# Cinnyris reichenowi
Cinnyris reichenowi là một loài chim trong họ Nectariniidae.